# Примењена уметност
Примењеном уметности називамо све уметности које обухватају обликовање предмета практичне употребе. То је шири назив за уметнички занат или декоративне уметности (назив који се и данас користи у неким земљама).
У прошлости, када није било фабрика него само занатских радњи, разне предмете (оруђе и оружје, накит, одећу, посуђе, покућство итд.) производили су ручно мајстори занатлије, и трудили су се да ти предмети буду што занимљивијег облика или лепо украшени. Дела која су настала ручно су јединствена дела, називамо их уникати и имају посебну вредност. Примењена уметност чини употребу свакодневних предмета пријатнијом и развија људски осећај за естетику.
Од настанка термина у 19. веку примењена уметност је део система ликовних уметности.
Примењене уметности делимо на више врста: текстил (везење, ткање, плетење и др.), унутрашњу архитектуру (дизајн ентеријера), костимографију, примењено сликарство, примењено вајарство, примењену графику итд.

## Примењена графика
Примењена графика јавила се из потребе за оглашавањем које се у почетку обављало путем гласника, потом записивањем на каменим плочама (нпр. Хамурабијев законик из Вавилона), а у модерним временима уз текст је додата и слика, па је настао плакат. Плакат се састоји од слике (која би требало да буде једноставна, али привлачна и памтљива) и текста (који мора бити кратак, једноставан и јасан, а слова што читкија). Плакате су често радили уметници, па су они имали уметничку вредност као слика или графика. Рађени су графичким техникама литографијом или ситоштампом. Прве уметничке плакате с почетка 20. века радио је француски сликар Анри де Тулуз-Лотрек; они су били необични, али јасни с мотивима париског ноћног живота. Данас плакате обично праве графички дизајнери и уместо цртежа или слика често користе фотографију.
- Прва страница књиге О природи Готике, критичара уметности Џона Рускина који ће покренути историцизам неоготике.
- Жил Шере је прозван оцем модерног плаката након што је штампао прве литографије у боји 1858. год.
- Графички отиснут узорак на тканинама покрета Уметности и вештине.
- Каталог узорака за тапете аутора Ремондини - Бассано из 18. века. Тапете су такође облик примењене графике, али некада и важан дио дизајна ентеријера.

## Примењено сликарство
Примењено сликарство бави се украшавањем (декорисањем) неког простора, грађевине, употребног предмета или књиге сликарским поступком (наношењем боје или неког другог материјала на површину предмета). Тако су технике мозаика, фреске, витража и илуминирања књига, технике сликарства које се најчешће користе.
Област примењеног сликарства чије су подручје рада зидови (али и подови, плафони...), најчешће се назива зидно сликарство, док је у употреби и термин монументално сликарство, који се може сматрати адекватнијим, с обзиром на то да укључује декорацију стаклених површина (витраж), подова (нпр. мозаик), односно било које површине великих (монументалних) димензија. У многим земљама монументално сликарство је уобичајен термин, али и понегде у Србији.
Илустрација је ликовни додатак уз неки текст (у књизи или часопису) те може бити облик примењеног сликарства или графике.
- Мозаик-маска Ксиутекутлија, Астечког бога ватре
- Бели Анђео из манастира Милешева један је од најлепших примера фреско сликарства у свету.
- Дресденски кодекс је аутентична илуминирана књига Маје из Мексика (12. ст.) с астрономским приказима.

## Текстилне уметности
Текстилне уметности су оне уметничке делатности у којима се користе биљна, животињска или синтетичка влакна при изради практичних или декоративних предмета.
Од када постоје тканине, од најранијег раздобља људске историје, оне су се користиле за украшавање и бивале су украшиване. Потреба за луксузним тканинама је била један од покретача развоја људске цивилизације (пут свиле) и појаве хуманизма и ренесансе, док је индустријском револуцијом производња текстила постала серијска и поступно доводи до појаве текстилног дизајна, а текстилне уметности све више постају део народне уметности.
- Козачка филцана јурта (колиба).
- Вилијам-Адолф Бугро, Предиља је жена која користи вретено како би испрела вуну.
- Пашка чипка
Пример веза и народне уметности.

Реч текстил је изведеница из латинског појма тексере у значењу „плести“, „везти“ или „градити“. Најједноставнији текстилни предмети су произведени ваљањем (филц), при чему се животињска влакна повезују загревањем и влажењем. Већина текстила настаје увезивањем и пређењем влакана у предиво (или конопац ако је изразито грубо предење). Предиво се потом уплиће, плете или тка како би се добиле флексибилне тканине или платна за прављење одеће или прекривање намјештаја. Сви ови изрази: филц, пређа, тканина и тапацирунг су и изрази за текстил.
Текстилне уметности се дијеле према техникама којима се дотерују или декоришу тканине: бојење и отискивање узорака и боја, везови, гоблен, чипкање; те компликоване технике као што су шивење, плетење, кукичање, кројење; али и према алаткама које се користе (разбој и разне игле за плетење), и предметима који настају овим техникама, попут таписерија, тепиха, прекривача.

## Дизајн ентеријера
Дизајн ентеријера има важну улогу у постизању лепоте и атрактивности простора. Процес дизајнирања укључен је у уређење свих унутрашњих и спољашњих површина.
Архитекти ентеријера или дизајнери унутрашње архитектуре се баве уређењем ентеријера у коме проводимо већи део живота и стога је јако важно како ће тај простор изгледати. Добро пројектован и уређен ентеријер учиниће живот лепшим и угоднијим, а наш рад на послу или у школи мање тешким и неугодним.
Свака просторија треба да буде уређена према својој намени. Дизајнер унутрашње архитектуре у свом нацрту мора предвидети сваки детаљ (од боје зидова и завеса, материјала, намештаја, до украсних предмета и расвете), те их складно повезати у хармоничну и јединствену целину, поштовати жеље наручиоца, али избегавати кич и несклад.

## Неке врсте примењене уметности
- Уметничко стакларство и витраж
- Уметничко резбарење камена, дрвета и кости
- Уметничко ковање и ливење
- Вез и гоблен
- Уметничка керамика
- Мозаик
- Примењена графика
- Драгуљарство, израда накита и филиграна
- Мода
- Уметничка обрада коже
- Израда тепиха и ћилима
- Унутрашња декорација
- Веб дизајн
- Дизајн текстила
- Костимографија
- Сценографија
- Индустријски дизајн